# Renato Olmi
Pour les articles homonymes, voir Olmi.
Renato Olmi (né le 12 juillet 1914 à Trezzo sull'Adda, en Lombardie et mort le 15 mai 1985 à Crema) est un footballeur italien des années 1930, champion du monde, avec l'Italie en 1938.

## Biographie
En tant que milieu, Renato Olmi fut international italien à trois reprises (en 1940) pour aucun but marqué. Il joua contre la Roumanie, l'Allemagne et la Hongrie.
Il participa à la Coupe du monde de football de 1938, sans jouer le moindre match. Il remporta néanmoins la Coupe du monde. Olmi a donc la particularité d'avoir été sacré champion du monde avant d'avoir pu honorer sa première sélection, le 14 avril 1940, contre la Roumanie (2-1).
Il joua tout d'abord à l'US Cremonese, remportant une Serie C en 1936. Puis, il fit une saison à l'AC Brescia, sans rien gagner.
C'est à l'Inter Milan qu'il remporta deux Scudetti (1938 et 1940) et une Coupe d'Italie en 1939. Il fit aussi une saison à la Juventus (où il joue son premier match en bianconero le 12 octobre 1941 lors d'une large victoire 5-0 sur Pro Patria en coupe), remportant une coupe d'Italie au passage (1942).
Il retourna dans son premier club (US Cremonese), ne remportant rien, et termina sa carrière à l'AC Crema en Serie B.

## Clubs
- 1931-1933 :  FBC Crema
- 1933-1936 :  US Cremonese
- 1936-1937 :  AC Brescia
- 1937-1941 :  Ambrosiana-Inter
- 1941-1942 :  Juventus
- 1942-1943 :  Ambrosiana-Inter
- 1944 :  US Cremonese
- 1945-1946 :  US Cremonese
- 1946-1947 :  AC Crema

## Palmarès

### Club
| Cremonese - Serie C (1) : - Champion : 1935-36. | Inter - Championnat d'Italie (2) : - Champion : 1937-38 et 1939-40. - Vice-champion : 1940-41. - Coupe d'Italie (1) : - Champion : 1938-39. | Juventus - Coupe d'Italie (1) : - Vainqueur : 1941-42. |

### Sélection
Italie
- Coupe du monde (1) :
  - Vainqueur : 1938.